# Sönke Wortmann
Sönke Wortmann est un réalisateur et producteur de cinéma allemand né le 25 août 1959 à Marl (Allemagne).

## Biographie
Fils de mineur, Sönke Wortmann est né à Marl en Rhénanie-du-Nord-Westphalie. Après avoir fini le lycée, il espère un temps devenir footballeur professionnel, mais abandonne rapidement ce projet. Il étudie alors la réalisation audiovisuelle à la Hochschule für Film und Fernsehen de Munich.
Sa carrière de réalisateur de cinéma débute en 1991 avec le film Allein unter Frauen, suivi par Kleine Haie (1992), Les Nouveaux Mecs (adaptation d'une bande dessinée de Ralf König, 1994) et Das Superweib (1996). Dès ces premiers films, il s'impose comme un cinéaste à succès en Allemagne, ces productions attirant un total de plus de 10 millions de spectateurs dans le pays. Il obtient également un succès important au théâtre en 1996, avec une adaptation du film Coups de feu sur Broadway de Woody Allen vue par plus de 70 000 spectateurs.
Les films suivants de Sönke Wortmann (Der Campus,  St. Pauli Nacht avec Maruschka Detmers,  Der Himmel von Hollywood tourné aux États-Unis) sont en revanche plutôt des échecs commerciaux. Il renoue avec le succès en 2003 avec Le Miracle de Berne qui évoque la période de l'après Deuxième Guerre mondiale en Allemagne sur fond de victoire de l'équipe d'Allemagne de l'Ouest à la Coupe du monde de football de 1954. Environ 3,7 millions de spectateurs ont vu ce film en salle. Son film suivant en 2006, Deutschland. Ein Sommermärchen, reste dans le domaine du football, mais il s'agit cette fois non plus d'une fiction mais d'un documentaire sur le parcours de l'équipe nationale allemande à la Coupe du monde de football de 2006. Avec plus de 4 millions de spectateurs en salle, ce « Conte d'été » (traduction de Sommermärchen) obtient le plus grand succès de tous les temps pour un film documentaire en Allemagne ; la première diffusion du film à la télévision allemande est quant à elle suivie par plus de 10 millions de téléspectateurs.
Wortmann tourne ensuite un film historique consacré à la légende de la Papesse Jeanne (Die Päpstin, 2009), puis la comédie Das Hochzeitsvideo (2012).

## Filmographie

### Réalisateur
- 1991 : Allein unter Frauen (de)
- 1992 : Kleine Haie
- 1993 : Mr. Bluesman (de)
- 1994 : Les Nouveaux Mecs (Der bewegte Mann)
- 1996 : Das Superweib
- 1998 : Der Campus
- 1999 : St. Pauli Nacht
- 2001 : Braquage à l'américaine (Der Himmel von Hollywood)
- 2003 : Le Miracle de Berne (Das Wunder von Bern)
- 2006 : Deutschland. Ein Sommermärchen
- 2009 : La Papesse Jeanne (Die Päpstin)
- 2012 : Das Hochzeitsvideo (de)
- 2013 : Zones Intimes (Schoßgebete)
- 2015 : Frau Müller muss weg! (de)
- 2017 : Charité (série télévisée)
- 2017 : Sommerfest (de)
- 2018 : Der Vorname (de)
- 2020 : Contra (de)
- 2022 : Eingeschlossene Gesellschaft (de)
- 2022 : Der Nachname (de)

### Producteur
- 2001 : Allô pizza de Christian Zübert (téléfilm)
- 2005 : Arnies Welt d'Isabel Kleefeld (téléfilm)
- 2008 : Hardcover de Christian Zübert
- 2009 : Hangtime – Kein leichtes Spiel de Wolfgang Groos
- 2011 : Eine Insel namens Udo de Markus Sehr
- 2012 : Ruhm d'Isabel Kleefeld